# باول رينولدز
باول رينولدز (بالإنجليزية: Paul Reynolds)‏ هو ممثل بريطاني، ولد في 6 فبراير 1970 في المملكة المتحدة.

## وصلات خارجية
- باول رينولدز على موقع IMDb (الإنجليزية)
- باول رينولدز على موقع قاعدة بيانات الفيلم (الإنجليزية)